# Карпека Олександр Данилович
Олександр Данилович Карпека (13 березня 1894, Глухів — 13 листопада 1918, Київ) — авіаконструктор, один з засновників авіації в Російській імперії. Брат піаністки і музичного педагога Анни Артоболевської.

## Біографія

Могила Олександра Карпеки

Народився 13 березня 1894 року в Глухові в родині цукрозаводчика Данила Олександровича Карпеки. Ще гімназистом побудував у 1909 році кілька моделей літаків, що звернули на себе увагу. Був членом Київського товариства повітроплавання. У 1910 році, відвідуючи поле, де І. І. Сікорський і Ф. І. Билінкін проводили досліди над своїми першими апаратами, О. Д. Карпека став проектувати свій біплан, який потім був побудований на його замовлення в майстерні І. І. Сікорського. У 1911—1913 роках там же були побудовані на його замовлення ще три літаки.
У 1912 році вступив до Петербурзького політеху. Навчався у професора С. М. Усатого та І. Сікорського.
Конструкторська діяльність О. Д. Карпеки тривала до першої світової війни, на яку у перші дні він пішов добровольцем. Потім він став військовим повітроплавцем і льотчиком. Закінчив Гатчинську військову авіаційну школу.
Жив у Києві на вулиці Володимирській у будинку, де нині розташовано ректорат Університету імені Т. Г. Шевченка.. 13 листопада 1918 року помер від епідемічного висипного тифу. Спочатку був похований у Покровському монастирі. У 1926 році його тлін перенесено на Лук'янівський цвинтар (ділянка № 21, ряд 7, місце 6).